# Antonio Rüdiger
Antonio Rüdiger (Berlín, 3 de marzo de 1993) es un futbolista alemán que juega de defensa central en el Real Madrid C. F. de la Primera División de España.

## Trayectoria
Se formó en la cantera del Borussia Dortmund, donde llegó en 2007 y retrasó su posición a central pues comenzó teniendo un rol más ofensivo. Cuatro años después pasó al VfB Stuttgart II por iniciativa propia debido a la competencia que había por aquel entonces en el dicho club deportivo.
Debutó con el primer equipo de Die Roten frente al Borussia Mönchengladbach en la temporada 2011-12 y marcó su primer gol la temporada siguiente en la victoria por 6 a 2 contra el TSG Hoffenheim.
En 2015 fue cedido a la A. S. Roma que acabaría ejerciendo la opción de compra al final de la temporada. Entre ambas operaciones el club alemán se embolsó un total de 13 millones de euros. El jugador firmó un contrato hasta 2020.
En la temporada 2017-18 fichó por 39 millones de euros por el Chelsea F. C. y firmó por cinco temporadas.
Tras no renovar su contrato con el Chelsea, fue fichado por el Real Madrid Club de Fútbol con un contrato de cuatro temporadas a razón de nueve millones de euros por temporada. Su debut se produjo el 10 de agosto de 2022, en la Supercopa de Europa, ante el Eintracht Fráncfort, tras sustituir a Dani Carvajal en los instantes finales de la victoria por 2-0, y conquistar así su primer título como madridista.

## Selección nacional
El 13 de mayo de 2014 realizó su debut con la selección absoluta de Alemania en un amistoso de preparación para el Mundial 2014 ante Polonia en el que no hubo goles.
En 2016 fue convocado para participar en la Eurocopa, pero unos días antes del comienzo del torneo causó baja por lesión. Sí estuvo presente al año siguiente en la Copa Confederaciones que Alemania ganó tras imponerse en la final a Chile gracias a un solitario gol de Lars Stindl.

### Participaciones en fases finales
| Torneo               | Sede     | Resultado        | Partidos | Goles |
| -------------------- | -------- | ---------------- | -------- | ----- |
| Confederaciones 2017 | Rusia    | Campeón          | 4        | 0     |
| Copa Mundial 2018    | Rusia    | Primera fase     | 1        | 0     |
| Eurocopa 2020        | Europa   | Octavos de final | 4        | 0     |
| Copa Mundial 2022    | Catar    | Primera fase     | 3        | 0     |
| Eurocopa 2024        | Alemania | Cuartos de final | 5        | 0     |

## Estadísticas

### Clubes
Actualizado al último partido disputado el 9 de julio de 2025.
| Club                        | Div.          | Temporada     | Liga  | Liga  | Liga   | Copas nacionales | Copas nacionales | Copas nacionales | Copas internacionales | Copas internacionales | Copas internacionales | Total | Total | Total  |
| Club                        | Div.          | Temporada     | Part. | Goles | Asist. | Part.            | Goles            | Asist.           | Part.                 | Goles                 | Asist.                | Part. | Goles | Asist. |
| --------------------------- | ------------- | ------------- | ----- | ----- | ------ | ---------------- | ---------------- | ---------------- | --------------------- | --------------------- | --------------------- | ----- | ----- | ------ |
| VfB Stuttgart II · Alemania | 3.ª           | 2011-12       | 17    | 1     | 1      | —                | —                | —                | —                     | —                     | —                     | 17    | 1     | 1      |
| VfB Stuttgart II · Alemania | 3.ª           | 2012-13       | 4     | 2     | 0      | —                | —                | —                | —                     | —                     | —                     | 4     | 2     | 0      |
| VfB Stuttgart II · Alemania | 3.ª           | 2014-15       | 1     | 0     | 0      | —                | —                | —                | —                     | —                     | —                     | 1     | 0     | 0      |
| VfB Stuttgart II · Alemania | Total club    | Total club    | 22    | 3     | 1      | 0                | 0                | 0                | 0                     | 0                     | 0                     | 22    | 3     | 1      |
| VfB Stuttgart · Alemania    | 1.ª           | 2011-12       | 1     | 0     | 0      | 0                | 0                | 0                | —                     | —                     | —                     | 1     | 0     | 0      |
| VfB Stuttgart · Alemania    | 1.ª           | 2012-13       | 16    | 0     | 0      | 4                | 0                | 0                | 4                     | 0                     | 0                     | 24    | 0     | 0      |
| VfB Stuttgart · Alemania    | 1.ª           | 2013-14       | 30    | 2     | 0      | 1                | 0                | 0                | 4                     | 0                     | 0                     | 35    | 2     | 0      |
| VfB Stuttgart · Alemania    | 1.ª           | 2014-15       | 19    | 0     | 1      | 1                | 0                | 0                | —                     | —                     | —                     | 20    | 0     | 1      |
| VfB Stuttgart · Alemania    | Total club    | Total club    | 66    | 2     | 1      | 6                | 0                | 0                | 8                     | 0                     | 0                     | 80    | 2     | 1      |
| A. S. Roma · Italia         | 1.ª           | 2015-16       | 30    | 2     | 0      | 1                | 0                | 0                | 6                     | 0                     | 0                     | 37    | 2     | 0      |
| A. S. Roma · Italia         | 1.ª           | 2016-17       | 26    | 0     | 2      | 4                | 0                | 1                | 5                     | 0                     | 1                     | 35    | 0     | 4      |
| A. S. Roma · Italia         | Total club    | Total club    | 56    | 2     | 2      | 5                | 0                | 1                | 11                    | 0                     | 1                     | 72    | 2     | 4      |
| Chelsea F. C. Inglaterra    | 1.ª           | 2017-18       | 27    | 2     | 1      | 12               | 1                | 1                | 6                     | 0                     | 0                     | 45    | 3     | 2      |
| Chelsea F. C. Inglaterra    | 1.ª           | 2018-19       | 33    | 1     | 0      | 7                | 0                | 0                | 4                     | 0                     | 0                     | 44    | 1     | 0      |
| Chelsea F. C. Inglaterra    | 1.ª           | 2019-20       | 20    | 2     | 0      | 4                | 0                | 0                | 2                     | 0                     | 0                     | 26    | 2     | 0      |
| Chelsea F. C. Inglaterra    | 1.ª           | 2020-21       | 19    | 1     | 0      | 4                | 0                | 0                | 11                    | 0                     | 1                     | 34    | 1     | 1      |
| Chelsea F. C. Inglaterra    | 1.ª           | 2021-22       | 34    | 3     | 2      | 8                | 1                | 0                | 12                    | 1                     | 2                     | 54    | 5     | 4      |
| Chelsea F. C. Inglaterra    | Total club    | Total club    | 133   | 9     | 3      | 35               | 2                | 1                | 35                    | 1                     | 3                     | 203   | 12    | 7      |
| Real Madrid C. F. · España  | 1.ª           | 2022-23       | 33    | 1     | 0      | 7                | 0                | 0                | 13                    | 1                     | 0                     | 53    | 2     | 0      |
| Real Madrid C. F. · España  | 1.ª           | 2023-24       | 33    | 1     | 1      | 3                | 1                | 0                | 12                    | 0                     | 2                     | 48    | 2     | 3      |
| Real Madrid C. F. · España  | 1.ª           | 2024-25       | 29    | 0     | 1      | 6                | 1                | 0                | 20                    | 2                     | 0                     | 55    | 3     | 1      |
| Real Madrid C. F. · España  | Total club    | Total club    | 95    | 2     | 2      | 16               | 2                | 0                | 45                    | 3                     | 2                     | 156   | 7     | 4      |
| Total carrera               | Total carrera | Total carrera | 372   | 18    | 9      | 62               | 4                | 2                | 99                    | 4                     | 6                     | 533   | 26    | 17     |

## Palmarés

### Títulos nacionales
| Título                     | Club              | País       | Año  |
| -------------------------- | ----------------- | ---------- | ---- |
| FA Cup                     | Chelsea F. C.     | Inglaterra | 2018 |
| Copa del Rey               | Real Madrid C. F. | España     | 2023 |
| Supercopa de España        | Real Madrid C. F. | España     | 2024 |
| Primera División de España | Real Madrid C. F. | España     | 2024 |

### Títulos internacionales
| Título                           | Club              | Sede      | Año  |
| -------------------------------- | ----------------- | --------- | ---- |
| Copa Confederaciones             | Alemania          | Rusia     | 2017 |
| Liga Europa de la UEFA           | Chelsea F. C.     | Bakú      | 2019 |
| Liga de Campeones de la UEFA     | Chelsea F. C.     | Oporto    | 2021 |
| Supercopa de la UEFA             | Chelsea F. C.     | Belfast   | 2021 |
| Copa Mundial de Clubes           | Chelsea F. C.     | EAU       | 2021 |
| Supercopa de la UEFA             | Real Madrid C. F. | Helsinki  | 2022 |
| Copa Mundial de Clubes           | Real Madrid C. F. | Marruecos | 2022 |
| Liga de Campeones de la UEFA     | Real Madrid C. F. | Londres   | 2024 |
| Supercopa de la UEFA             | Real Madrid C. F. | Varsovia  | 2024 |
| Copa Intercontinental de la FIFA | Real Madrid C. F. | Catar     | 2024 |

(*) Incluyendo la selección.

### Distinciones individuales
| Distinción                                                      | Año  |
| --------------------------------------------------------------- | ---- |
| Medalla Fritz Walter (categoría sub-19)[cita requerida]         | 2012 |
| Parte de los 100 mejores jugadores del mundo según The Guardian | 2022 |
| Jugador del partido vs Dinamarca - Eurocopa[cita requerida]     | 2024 |

## Vida personal
Su padre, Matthias Rüdiger es afroalemán, mientras que su madre Lily es originaria de Sierra Leona. Además el exfutbolista Sahr Senesie es su medio hermano.
Se manifiesta frecuentemente en contra del racismo, lo hizo, de forma notable, al finalizar un partido frente al Tottenham Hotspur el 24 de febrero de 2020. En 2021 escribió un artículo para The Players' Tribune, titulado «Este artículo no acabará con el racismo en el fútbol» hablando acerca de cómo el racismo le ha afectado, tanto en el fútbol como en su vida, además de posibles formas de enfrentarse a él.

### Controversia
El futbolista publicó en sus redes sociales una foto con ocasión del Ramadán en la que se le veía haciendo el signo Tauhid, el símbolo de "la fe en el Dios único, Creador de todo el Cosmos, Gobernante de todo en solitario, sin compañero en su dominio de todo", lo que llevó a un periodista del diario ultraconservador Bild a vincular al jugador con islamistas y con ISIS. Ante dicha publicación Rüdiger presentó una denuncia por delito de odio e incitación a la violencia contra el periodista. Dicha denuncia contaba con el apoyo de la DFB.